# Skatestopper

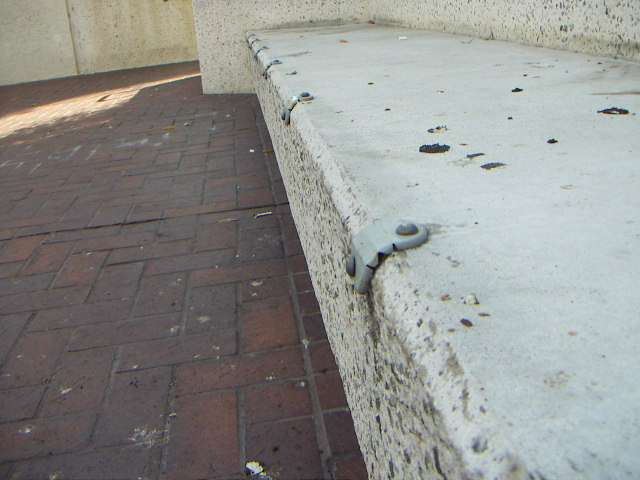
Degli skatestopper installati sull'angolo di un gradino.

Gli skatestopper sono dispositivi di architettura ostile utilizzati su elementi di arredo urbano quali panchine e corrimano per impedire ai praticanti di skateboard di utilizzare tali superfici nella pratica del loro sport. Sebbene Skatestopper sia un marchio registrato della Intellicept, azienda californiana con sede a El Cajon, nell'ambiente dello skateboard si utilizza ormai tale termine per identificare ogni dispositivo utilizzato come deterrente all'uso dello skateboard.
In particolare, lo scopo degli skatestopper originari è quello di impedire agli skater di effettuare trick come il grind e lo slide, che si effettuano facendo scivolare una parte dello skateboard (i trucks, ossia la parte a cui vengono attaccate le ruote, nel caso del grind, e la parte centrale della tavola nel caso dello slide) su una superficie abbastanza dritta, come, per l'appunto, gli spigoli delle panchine o i passamano delle scale, che possono venire danneggiati.

## Critiche
Alcuni skater hanno descritto gli skatestopper come vere e proprie trappole, poiché, se non avvisato nel modo giusto della loro presenza, uno skater può rischiare di ferirsi anche gravemente quando gli skatestopper, fermando la scivolata dello skateboard, gli procureranno una tanto probabile quanto inaspettata caduta. Tuttavia, proprio per ovviare a ciò, tali dispositivi vengono installati assieme a cartelli che indicano agli skater la loro presenza e il potenziale pericolo che ne deriva.
Intervistati, alcuni skater hanno affermato di vedere gli skatestopper come una violazione del loro diritto fondamentale di esercitare il proprio corpo, e quindi come una violazione dei diritti umani, altri, invece, hanno detto di vedere gli skatestopper solo come un ulteriore ostacolo da superare, che li invoglierebbe, paradossalmente, ancora di più a tentare il grind sulle superfici che ne sono dotate.